# When the World Is Running Down You Make the Best of What’s Still Around
When the World Is Running Down, You Make the Best of What’s Still Around (Wenn die Welt untergeht, macht man das Beste aus dem, was noch da ist) ist ein von Sting geschriebener Song, der 1980 von der englischen Rockband The Police auf ihrem Album Zenyatta Mondatta veröffentlicht wurde. Zusammen mit dem Song Voices Inside My Head erreichte der Song 1981 Platz 3 der Billboard Dance Music/Club Play Singles Chart.

## Text und Musik
When the World Is Running Down, You Make the Best of What’s Still Around war einer von Stings frühen Versuchen, einen Song zu schreiben, dessen Text sich nicht nur mit seinen eigenen Problemen, sondern auch mit den Sorgen der Außenwelt befasst.
Sting sieht in dem Song eine postapokalyptische Vision, die er mit dem früheren Song Bring on the Night teilt. Sting meinte über die beiden Songs: „... eine solche Eitelkeit, wie sich vorzustellen, dass man der einzige Überlebende eines Holocausts ist und alle seine Lieblingssachen noch intakt sind“.
When the World Is Running Down, You Make the Best of What’s Still Around und Bring on the Night haben auch die gleiche Akkordfolge. Der Kritiker des Rolling Stone David Fricke stellt eine strukturelle Ähnlichkeit zu zwei Liedern von Reggatta de Blanc, Walking on the Moon und The Bed’s Too Big without You fest.

## Rezeption
Der Kritiker Mike Duquette von Ultimate Classic Rock meinte: „Der frenetische Minimalismus von Zenyatta Mondatta ist ein Segen oder ein Fluch, je nachdem, wie man es sieht. Bei diesem delirierenden Dance-Drone-Song über einen Mann, der in einer postapokalyptischen Welt den Verstand verliert, überwiegen die Pluspunkte, nicht zuletzt dank der Basslinie.“ Der Autor Chris Welch lobt die Rhythmusgruppe von Sting und Stewart Copeland in dem Song, insbesondere die Art und Weise, wie sie mit dem Groove mit Leichtigkeit mitgehen. Der Kritiker Phil Sutcliffe von Sounds bemerkte den „Ausdruck von Melancholie“ und dass der Song einen zurückhaltenden, trockenen Ton hat, der in der Lage ist, Traurigkeit zu projizieren, ohne übermäßig aufgetragen zu sein. Der Kritiker Greg Taylor vom RAM-Magazin bemängelt, dass der Text „nichts mit seiner potenziell politischen Botschaft“ zu tun hat, lobt aber die Musik, insbesondere Andy Summers’ „lang klingende“ Gitarrenakkorde. Der Kritiker John Harris von Mojo betrachtet den Song als einen von mehreren formlosen Jams auf dem Album und beklagt, dass er „wahllos ausklingt, als ob die Langeweile endlich gesiegt hätte“.
Police-Gitarrist Andy Summers hält den Song für einen der vielversprechenden Songs, die Sting im Vorfeld der Zenyatta-Mondatta-Sessions geschrieben hatte und die das „Fleisch“ des Albums bilden, die anderen seien Driven to Tears und die Hitsingles De Do Do Do, De Da Da Da und Don’t Stand So Close to Me.